# Чани, Шандор (бизнесмен)
Шандор Чани (венг. Csányi Sándor; род. 20 марта 1953, Jászárokszállás, Яс-Надькун-Сольнок) — венгерский миллиардер, бизнесмен и банкир. Он является председателем и главным исполнительным директором (CEO) OTP Group, одной из крупнейших финансовых групп в регионе ЦВЕ и крупнейшего банка в Венгрии. Он является акционером и членом совета директоров венгерской многонациональной нефтегазовой компании MOL Group. Он владеет Bonafarm, холдинговой компанией венгерской сельскохозяйственной и пищевой производственной группы. С предполагаемым состоянием в 393,4 млрд форинтов (1,33 млрд долларов США) по состоянию на 2022 год, он, по данным Forbes, является самым богатым человеком в Венгрии и первым миллиардером страны.

## Ранние годы
Шандор Чани родился 20 марта 1953 года в сельскохозяйственной семье низшего среднего класса в Ясароксаллаше. Его отец, Йожеф Чани, был полевым охранником кооператива Ясароксаллаш. Его мать, Амалия Баллаго, также работала машинисткой в городском кооперативе. У него есть два брата. Его родители были пчеловодами и выращивали сахарную свеклу. Он имеет яское происхождение.
Когда ему было 14 лет, он переехал из сельской Венгрии в Будапешт.

## Образование
В 1974 году он окончил Будапештскую школу бизнеса, получив степень бакалавра в области делового администрирования, а в 1980 году — Будапештский университет экономики, получив степень по экономике, а в 1983 году получил докторскую степень.

## Карьера
После окончания университета он работал в Управлении доходов, а затем в Секретариате Министерства финансов. С 1983 по 1986 года был начальником отдела в Министерстве сельского хозяйства и пищевой промышленности. С 1986 по 1989 года работал начальником отдела в Magyar Hitel Bank. С 1989 по 1992 года он был заместителем генерального директора Kereskedelmi és Hitelbank. В 1992 году он стал председателем и генеральным директором OTP Bank Group и уволил ряд менеджеров (что было резонансом в бывшей социалистической стране). Он отвечал за стратегию и общую работу банка. После приватизации OTP Bank в 1995 году он начал концентрироваться на вопросах более широкого стратегического развития. Благодаря серии приобретений и устойчивому органическому росту OTP Group стала одним из крупнейших финансовых учреждений в Центральной и Восточной Европе. Через свои 1 656 отделений и онлайн-каналы OTP Group предлагает универсальные банковские услуги более чем 18,5 миллионам клиентов.
Он является заместителем председателя совета директоров MOL Group и сопредседателем Китайско-Венгерского делового совета.
С июля 2010 года он является председателем Венгерской федерации футбола.
В 2015 году он был избран в Исполнительный комитет УЕФА, а в марте 2017 года был избран членом Совета ФИФА, прежде чем был назначен вице-президентом ФИФА в феврале 2019 года. Он является председателем Комитета УЕФА по соревнованиям национальных сборных и членом Финансового комитета УЕФА. Он является членом Стратегического совета профессионального футбола УЕФА.
Он является владельцем гандбольного клуба «PICK Szeged». Он является почётным вице-президентом Международной федерации дзюдо.
Он поддерживал личные дружеские отношения с ведущими политиками, такими как тогдашний министр финансов, позднее премьер-министр Петер Медьеши и премьер-министр Виктор Орбан. Его чистый капитал оценивается более чем в 1,33 млрд долларов США.
Вместе с другими богатыми людьми страны он был замешан в утечке документов «Панамские документы» в 2016 году. Он оправдывал свою связь тем, что это было необходимо в связи с международным сотрудничеством.

## Личная жизнь
Он женат на Эрике Чани, они живут в Будапеште и имеют пятерых детей.